# Porto di Ashdod
Il Porto di Ashdod (in ebraico נמל אשדוד‎?) è uno dei due principali porti mercantili di Israele. Il porto si trova ad Ashdod, a circa 40 km a sud di Tel Aviv, adiacente alla foce del fiume Lachish. La sua istituzione ha notevolmente migliorato la capacità portuale del paese. Gestisce il maggior volume di container ogni anno (1,525 milioni TEU nel 2017) di tutti i porti israeliani. Anche le navi che trasportano aiuti umanitari per la Striscia di Gaza scaricano il loro carico ad Ashdod. È di proprietà del governo di Israele e venne aperto nel 1965. Ha entrate annuali di 1.114 milioni di sicli (₪).

## Storia

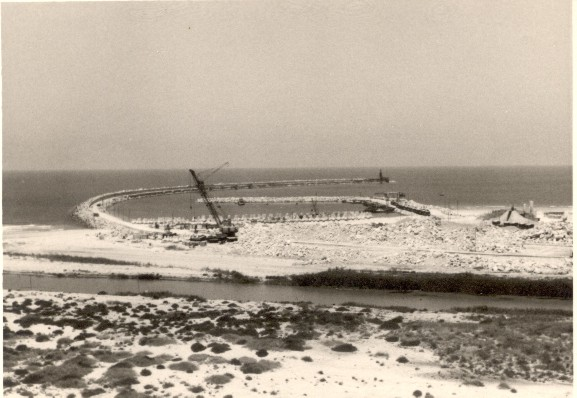
Costruzione del porto

La necessità di aprire un altro porto in acque profonde sorse nei primi anni di Israele, quando divenne chiaro che l'espansione dei porti esistenti di Haifa ed Eilat non potesse garantire una gestione efficiente del crescente volume di carichi, sia esportati che importati. La decisione di avviare il nuovo porto si basò su una serie di considerazioni:
- La necessità di avere un nuovo porto si unisce a quella di diminuire la dispersione della popolazione e aumentare la creazione di centri urbani nella parte meridionale del paese.
- Il porto accorcia in modo sostanziale il trasporto terrestre di merci da e verso le parti meridionali e centrali del paese.
- La distanza dagli agrumeti di Rehovot al porto di Ashdod è 102 km più corta rispetto a quella tra il porto di Haifa e il tragitto per trasportare potassa da Sodoma al porto di Ashdod è 120 km più corto di quello per Haifa.
- Il porto è vicino alle arterie di trasporto esistenti, questo crea la possibilità di sviluppare nuove rotte in futuro.
- Il porto è situato vicino ai maggiori centri industriali e di produzione del paese, così come a Tel Aviv, il maggiore centro commerciale.

Il porto di Ashdod rimane uno dei pochi porti in acque profonde al mondo costruiti in mare aperto e la sua costruzione ha comportato grandi sfide ingegneristiche. La decisione sulla posizione e la costruzione del porto è stata preceduta da un'indagine marittima e climatica che ha confermato la fattibilità ingegneristica della sua costruzione. La progettazione fisica iniziò nel 1957-1958, un momento importante sia dal punto di vista dello sviluppo del trasporto marittimo che degli impianti portuali per la movimentazione delle merci, e anche dal punto di vista dello sviluppo delle navi mercantili. Fu durante questo periodo che i concetti di spedizione moderni cominciarono ad essere applicati in tutto il mondo.
Venne costruito basandosi su un piano di sviluppo a lungo termine. I frangiflutti furono costruiti per creare un porto dove le banchine potessero essere costruite e sviluppate gradualmente. Nella prima fase sono state costruite le banchine 1 e 3, principalmente per la gestione degli agrumi e di altre esportazioni agricole. Altre parti del porto sono state assegnate per lo sviluppo futuro, quando sorgeranno esigenze speciali. Grazie a questo approccio il porto di Ashdod è riuscito finora a fornire soluzioni soddisfacenti per i nuovi tipi di carichi e imbarcazioni che si sono sviluppati sin dalla sua apertura. Le navi moderne, i metodi di trasporto marittimo e le appropriate strutture portuali si sono sviluppate molto rapidamente negli ultimi 30 anni. Il trasporto mondiale ha subito una vera e propria rivoluzione riguardo alle dimensioni delle navi, i nuovi concetti di movimentazione delle merci basati su merci containerizzate e unificate, le grandi spedizioni di prodotti liquidi e secchi sfusi e altro.
Il porto iniziò a operare il 21 novembre 1965, con l'ingresso della nave svedese Wingland e il suo carico di zucchero.

Traffico di merci negli anni '90

### Terminal Eitan
Il terminal di Eitan, completato nel 2006, prevedeva l'estensione del frangiflutti principale di 1150 metri e il recupero di terra di 100 ettari che hanno consentito l'aggiunta di 1700 metri di nuove banchine operative in grado di supportare navi Super Post-Panamax.
Durante la costruzione del frangiflutti, il pensionato ex Capo di Stato Maggiore Generale dell'IDF Rafael Eitan, che stava supervisionando la costruzione, è morto quando è stato spazzato via da una grande ondata in mare mosso. In suo onore la nuova sezione del porto fu chiamata "Eitan Terminal".

## Carichi generali
La maggior parte del lavoro viene svolto su sei banchine convenzionali che gestiscono carichi quali esportazioni agricole, agrumi, legname, metalli, merci pallettizzate, carichi di imbracatura, carichi alla rinfusa, ecc. Questi pilastri sono in grado di gestire tutti i tipi di nave fino a 30.000 tonnellate. Il Pontile no. 5 è stato ampliato e montato per funzionare con navi del tipo Panamax fino a 60.000 tonnellate di portata lorda. I moli sono dotati di attrezzature eccellenti per un funzionamento efficiente. Ci sono anche 4 ancoraggi per le navi Roll On/Roll Off, uno dei quali sul molo dei container.

### Immagazzinamento
Lo spazio di immagazzinamento del porto ammonta a circa 500.000 m². Di questi, 50.000 m² sono coperti per lo stoccaggio generale di merci. C'è anche un capannone speciale per la conservazione di materiali pericolosi, prodotti chimici, e altro. Questi materiali non possono essere immagazzinati in spazi chiusi o aree aperte.

### Molo del carbone
All'inizio degli anni '90 è entrata in funzione la prima unità di generazione della nuova Centrale elettrica Rutenberg a Zikim, vicino ad Ashkelon, alimentata dal carbone importato dal porto di Ashdod. Il porto ha le strutture necessarie per spostare il carbone in arrivo dal molo del carbone al deposito di carbone nella parte posteriore del porto, ad est della centrale elettrica di Ashdod. Lì veniva caricato su vagoni ferroviari per il trasporto alla centrale elettrica di Zikim. Nel 1988 fu completata la costruzione della banchina 9, che rese possibile lo scarico di 2,5 milioni di tonnellate di carbone all'anno. Nell'agosto del 1989, fu completata la costruzione di un trasportatore, che trasportava il carbone dal molo 9 al deposito di carbone, e con essa la preparazione del Porto di Ashdod per "l'era del carbone" si concluse nei tempi previsti.
Nel settembre 1989, la carboniera da 120.000 tonnellate M.S. Leon entrò nel porto con 85.000 tonnellate di carbone. Il carbone fu scaricato da una gru sul nastro trasportatore e portato alla Coal Company nella parte posteriore della centrale elettrica di Ashdod. La grande nave fu portata in porto da moderni rimorchiatori, di tipo Voit-Schneider, che hanno una manovrabilità eccezionale e un tiro del dissuasore rispettivamente di 35 e 45 tonnellate. Portare 160.00 navi G.R.T. nel porto (a capacità di carico parziale) è un risultato considerevole in considerazione del fatto che il porto di Ashdod era destinato alla navigazione da navi di portata massima di 30.000 tonnellate (prima che il porto fosse ampliato negli anni 2000).
Nel 2000, un molo di carbone in acque profonde è stato completato nel sito della Centrale elettrica di Rutenberg, che rese non più necessario il trasporto ferroviario da Ashdod.

### Trattamento di carichi alla rinfusa
Il molo specializzato per il trasferimento di minerali fu aperto nel 1967. Nel 1979 furono aggiunti sistemi più moderni a quelli vecchi, tutti sono controllati da computer. Le installazioni alla rinfusa possono immagazzinare 240.000 tonnellate di fosfati (in 10 categorie separate) e 140.000 tonnellate di cloruro di potassio (separate in 5 categorie). I minerali arrivano nel porto in speciali vagoni ferroviari e camion. Il loro scarico nei magazzini viene effettuato mediante sistemi di trasporto e macchinari per l'accumulo, con una cadenza da 800 a 1.500 tonnellate all'ora. Il carico sulle navi viene effettuato da due caricatori, uno ad una velocità di 800 tonnellate all'ora e l'altro a 1.600 tonnellate all'ora. Un altro caricatore dovrà essere installato a breve per velocizzare l'operazione. Le navi per il carico di sali di potassio si ancorano alle briccole, dove la profondità dell'acqua è di 12,5 metri, consentendo l'ormeggio di navi Panamax fino a 225 metri di lunghezza e 60.000 tonnellate di capacità.

## Navi passeggeri e da crociera
Dopo la firma dell'accordo interinale tra i governi di Israele e dell'Egitto nella primavera del 1975, l'era delle navi da crociera e passeggeri si aprì nel porto.
Nel settembre del 1975, la prima nave, Stella Polaris, arrivò nel porto da Alessandria. Nel 1981, il traffico aumentò e da allora il traffico turistico attraverso il porto è cresciuto. Il terminale confina con l'area di sbarco e consente ai passeggeri un accesso rapido e comodo. Con l'aumento del traffico passeggeri, la costruzione di un nuovo terminal passeggeri è stata approvata ed è ora in una fase avanzata di pianificazione. Tutte le questioni relative alle navi passeggeri sono gestite dal dipartimento di sicurezza e dai servizi portuali.

## Equipaggiamento meccanico
Carrelli elevatori:
- 75 unità, diesel ed elettriche, capacità di sollevamento da 2,2 a 4 tonnellate

- 18 unità con capacità di sollevamento da 7 a 12 tonnellate
- 20 unità con capacità di sollevamento da 18 a 42 tonnellate
- 70 unità di carrelli elevatori manuali per pallet

Trattori, bulldozer e rimorchi:
- 55 trasportatori
- 24 bulldozer, cingolati e con ruote
- 230 rimorchi

Gru:
- 28 gru da riva da 8-50 tonnellate
- 5 gru mobili da 35 tonnellate
- 10 gru per container
- 2 gru multiuso

Altro equipaggiamento:
- Pinze, compressori, imbuti sfusi alla rinfusa e varie altre attrezzature per la movimentazione del carico.

## Costruzione del Terminal Sud
Nel 2015, l'Autorità dei porti israeliani ha avviato la costruzione di un'importante espansione del porto denominata Terminal Sud (נמל הדרום) al costo di ₪ 3,3 miliardi (circa 900 milioni di US $), con apertura prevista per il 2021. La prima fase del piano prevede l'estensione del frangiflutti principale esistente di 600 m, la costruzione di un frangiflutti secondario di 1,5 km, una bonifica estesa che creerà un nuovo terminal container con una banchina principale di 800 m in grado di movimentare navi portacontainer fino a 18.000 TEU e una banchina secondaria di 500 m, così come un terminale ferroviario merci in loco.
Il nuovo terminal è stato costruito da Pan Mediterranean Engineering (PMEC, una filiale di China Harbor Engineering). La società con sede in Svizzera Terminal Investment Limited (nota anche come TiL Group, controllata dal gruppo privato MSC) ha vinto la gara per la concessione del nuovo terminal per un periodo di 25 anni a partire dal 2021.
Insieme al nuovo terminal, i piani di sviluppo in corso comprendono anche la costruzione di ulteriori aree di stoccaggio e supporto logistico vicino al porto, reti elettriche e di comunicazione e nuove strade di accesso che collegano la rete di traffico locale e nazionale.